# Тимсах
Језеро Тимсах (арап. بحيرة التمساح —„језеро крокодила“) налази се на делти Нила у Египту. 
Оно лежи у сливу насталом дуж раседа који се протеже од Средоземног мора до Суецког залива. У 19. веку је вади Тумилат испуњен водом, што је изазвало изливање језера Тимсах из свог корита и вода је отекла јужно у Горка језера око 14 km даље. Током 1862, језеро је испуњено водом из Црвеног мора.

## Одлике
Језеро Тимсах лежи унутар депресије која обухвата превлаку између Црвеног мора и Средоземног мора. Најниже тачке депресије образују плитка природна језера, међу којима је и Тимсах. Површина језера Тимсах покрива 14 km². Већи део језера је мочваран и дубина ретко прелази 1 метар.
На дан 4. марта 1863, град Исмаилија, назван у част намесника Исмаил-паше, настао је на северној обали језера Тимсах. Неколико плажа се налази на језеру, укључујући Фејруз, Мелаху, Бахарију, и неколико плажа под управом Суецког канала.

## Канали
Језеро Тимсах је вероватно први пут постало спој за изградњу канала пре око 4.000 година током староегипатског Средњег краљевства, а проширио га је Дарије I. Изградња Суецког канала у близини језера Тимсах почела је 1861. године на северном делу језера. Почетне припреме укључују изградњу парних пилана и барака за смештај 10.000 радника, као и увоз велике количине колица и дрвне грађе. Око 3000 радника је копало канал од Нила до језера Тимсах током 1861. и 1862. године, који је донео свежу пијаћу воду том подручју. Такође је предложено да се на овом месту изгради лука на половини дужине канала.
Исмаилијски део Суецког канала, који је спајао језеро Манзала са језером Тимсах, завршен је у новембру 1862. године. Изградња овог сегмента је завршена принудним радом, који је проширио расположиву радну снагу на 18.000 људи. Ров је био 15 m широк и око 1,5 m дубок и повезивао је језеро Тимсах са Средоземним морем. Радови јужно од језера Тимсах су почели 1862-1863, а на северном делу је настављено проширење. Принудни рад је коришћен током изградње канала од марта 1862. све док Исмаил паша није забранио овај чин 1864. године. Као резултат канала, вода из језера Манзала текла је у језеро Тимсах. Проширење се наставило на северном одељку до 1867. године, а на јужном одељку све до 1876. године.

## Екологија
Језеро Тимсах је слано језеро које доживљава значајне варијације у салинитету. Људски пројекти су утицали на салинитет, што је резултирало променама у биоту језера. Смањење салинитета забележено је још 1871. године након изградње Суецког канала, а касније проширење канала од Нила и други грађевински пројекти повећали су прилив слатке воде у језеро. Приточни канал Ел Гамил служи као главни извор слане воде ка језеру. Главни извор слатке воде је било годишње изливање Нила, све док није изграђена Асуанска висока брана која прекида ове токове од 1966, иако се подземне воде такође сматрају довољним извором слатке воде. Језеро Тимсах доживљава површинске варијације салинитета и сезонске варијације салинитета, а у последњих неколико деценија, слатководни таксон преузима првенство над сланим таксоном.
Током 2002. године, спроведена је студија ради провереконцентрације полицикличних ароматичних угљоводоника (ПАХ) у врстама рибе и шкољки које мештани конзумирају из језера. Узорци су укључили Тилапију, ракове, шкољке и пужеве. Резултати су показали да ракови садрже „знатно веће концентрације укупних и канцерогених ПАХ него друге врсте, док шкољке садрже знатно ниже нивое ПАХ.“
Током 2003. години, велики број група покушао је да ублажи загађење језера. То је био значајан догађај за локалну заједницу, јер је језеро од великог економског значаја за град и његове рибаре.